# 알리 파에즈
알리 파에즈 아티야(1994년 9월 9일 ~ , 아랍어: عَلِيّ فَايِز عَطِيَّة or فَائِز, Ali Faez Atiyah)는 이라크의 축구 선수로 포지션은 수비수이며 현재 알나자프 소속이다.